# Tekken 5
Tekken 5 (jap. 鉄拳5 Tekken faibu) – gra komputerowa z gatunku bijatyk wydana i wyprodukowana przez Namco w grudniu 2004 roku. Jest to szósta część serii Tekken.

## Zmiany
- Głos postaci – w Tekken 5 postacie mówią w swoim ojczystym języku – Hwoarang i Baek Doo San po koreańsku, Wang Jinrei i Feng Wei po mandaryńsku itd.
- Płaskie powierzchnie na arenach walk
- Tryb Devil Within

## Fabuła
W finale Tekkena 4 Kazuya przegrał walkę z Heihachim Mishimą. Po walce Heihachi zaprowadził Kazuyę do Honmaru, gdzie był przechowywany schwytany przez Siły Tekken w czasie turnieju Jin Kazama. Na widok Jina Devil przejął kontrolę nad Kazuyą i oznajmił, że przyszedł odebrać część Genu Diabła, którą utracił w noc wrzucenia Kazuyi do wulkanu. Ogłuszył Heihachiego. W momencie gdy Devil rozpoczął odzyskiwanie Genu, Kazuya odzyskał kontrolę nad własnym ciałem i postanowił własnoręcznie zabić Jina i wchłonąć jego moc Diabła. Jin widząc swego ojca wpadł w szał i zwyciężył go w walce. Następnie budzi się Heihachi i atakuje wyczerpanego walką Jina. Devil zaciemniając świadomość Jina był bliski zabicia Heihachiego, jednak Jin przejął kontrolę nad swym ciałem i odleciał. Chwilę później słychać było nadlatujące śmigłowce. Przez strop wpadła wysłana przez Korporację G grupa robotów serii Jack-4, która zaatakowała Kazuyę i Heihachiego. Gdy starszy Mishima zaczął tracić siły, jego syn wrzucił go w grupę cyborgów, a sam uciekł w postaci Devila. Tuż po tym miejsce walki uległo zniszczeniu w wyniku eksplozji.
Całej scenie przyglądał się tajemniczy osobnik ubrany na czarno, znany jako Raven, który po wybuchu zameldował, że Heihachi Mishima nie żyje.
Władzę nad Mishima Zaibatsu przejął wyzwolony z uwięzienia pod Honmaru pradziadek Jina – Jinpachi Mishima, a miesiąc później ogłoszony został piąty Turniej Żelaznej Pięści.

## Tekken 5: Dark Resurrection
Tekken 5: Dark Resurrection wydany na automaty do gier, PSP i PlayStation 3 (za pośrednictwem PlayStation Network) jest nową wersją Tekken 5. W grze znajdują się wszystkie postacie z Tekken 5 oraz 3 nowe. Są to: Armor King, Lili, Sergei Dragunov

### Odbiór gry
| Organizacja                        | Punkty   |
| ---------------------------------- | -------- |
| GameSpot                           | 9.2/10   |
| GameSpy                            | 4.2 na 5 |
| IGN                                | 8.2/10   |
| PSM Magazine                       | 9/10     |
| Official PlayStation Magazine      | 9/10     |
| Official PlayStation 2 Magazine UK | 10/10    |
| X-Play                             | 4/5      |

### Nagrody
- Najlepsza gra walki według IGN w 2006 r[6].
- Najlepsza gra walki według IGN na PSP w 2006 r[7].
- Najlepsza grafika według IGN na PSP w 2006 r[8].
- Najlepsza gra wieloosobowa w trybie offline według IGN na PSP w 2006 r[9].